# Realms of Arkania: Star Trail
 Realms of Arkania: Star Trail (Das Schwarze Auge: Sternenschweif en version originale) est un jeu vidéo de rôle développé par Attic Entertainment et publié par Sir-Tech aux États-Unis et par U.S. Gold dans le reste du monde en 1994.
C'est une adaptation de L'Œil noir, un jeu de rôle sur table médiéval-fantastique.  Il fait partie d'une série de trois jeux vidéo surnommée la « Trilogie des pays du Nord » (Nordlandtrilogie (de)), connue en anglais sous le titre Realms of Arkania (RoA). Le jeu fait suite à Realms of Arkania: Blade of Destiny (Das Schwarze Auge: Die Schicksalsklinge, 1992) et il est suivi par Realms of Arkania: Shadows over Riva (Das Schwarze Auge: Schatten über Riva, 1996).

## Accueil
| Star Trail            |      |       |
| Média                 | Nat. | Notes |
| Coming Soon           | US   | 91 %  |
| Computer Gaming World | US   | 3/5   |
| Dragon Magazine       | US   | 2.5/5 |
| Gen4                  | FR   | 64 %  |
| Joystick              | FR   | 81 %  |
| Next Generation       | US   | 3/5   |